# Bulleribasidiaceae
Bulleribasidiaceae är en familj av basidiesvampar som ingår i ordningen gelésvampar, Tremellales. Familjen upprättades 2016, efter molekylärfylogenetiska studier av klassen Tremellomycetes, av Xin-Zhan Liu, Feng-Yan Bai, Marizeth Groenewald och Teun Boekhout. Den omfattar släktena Bulleribasidium (11 arter: typarten Bulleribasidium oberjochense och tio arter som tidigare förts till Mingxiaea och Bullera), Derxomyces (24 arter), Dioszegia (19 arter) och Hannaella (13 arter) samt de 2016 nybeskrivna Nielozyma (två arter, tidigare i Bullera) och Vishniacozyma (11 arter, tidigare i Bullera, Cryptococcus och Trimorphomyces).
Alla familjens arter är anamorfa jästsvampar, med undandtag för den teleomorfa Bulleribasidium oberjochense, och utvecklar ej fruktkroppar.